# ديديه سانتيني
ديديه سانتيني (7 سبتمبر 1968 بمارسيليا في فرنسا - ) (بالفرنسية: Didier Santini)‏ هو مدرب كرة قدم ولاعب كرة قدم فرنسي في مركز الدفاع. لعب مع أولمبيك مارسيليا ونادي باستيا ونادي تولوز ونادي ليل وBorgo FC ‏ ونادي ليفينغستون لكرة القدم.

## وصلات خارجية
- ديديه سانتيني على موقع قاعدة بيانات كرة القدم.إي يو (الإنجليزية)
- ديديه سانتيني على موقع ليكيب (الفرنسية)
- ديديه سانتيني على موقع عالم كرة القدم.نت (الإنجليزية)